# 天弁二
天弁二（盾牌座δ）是在南天盾牌座的一顆巨星，視星等4.72等，是在這個小且沒有特徵星座的第五亮星。分析依巴谷衛星任務期間測量的視差，這顆恆星與地球的距離大約是202光年（62秒差距）。天弁二是盾牌座δ變星的原型，這種變星來自體積脹縮造成光度的高振幅大約都在0.15星等左右。這顆恆星特有的化學豐度與Am星相似。
在1900年，天文學家威廉·華萊士·坎貝爾和威廉·哈蒙德·萊特使用利克天文台的米爾斯光譜儀確定該恆星的徑向速度會變化。在1935年，測量出光度以0.19377日（4.65小時）的週期有著0.2等（在+4.60至+4.79之間變化）的振幅，並證實這種變化是內在的，而不是光譜聯星造成的結果。在1938年，發現了次要的週期，並提出脈動理論來模擬這種變異。之後對天弁二的觀測表明，它是在多重離散的徑向和非徑向模式下脈動。模式最強的頻率是59.731μHz，其次是61.936μHz，依此類推，現在共建模了八種不同的頻率模式。
這顆恆星在銀道坐標系的空間速度是[U, V, W] = [–42, –17, –1] km·s−1。它以離心率0.11的軌道繞行銀河系，最接近銀河中心的距離是22.31 kly（6.84 kpc），最遠的距離是27.59 kly（8.46 kpc）。如果天弁二維持現在的運動和光度，它將以10光年的距離內經過太陽系附近，並且在西元1150000至1330000 CE成為天空中最亮的恆星，視星等為-1.84，比天狼星現在的-1.46還要明亮。
天弁二有二顆光學伴星。第一顆距離15.2角秒，視星等+12.2。第二顆距離53角秒，視星等+9.2。
佛蘭斯蒂德沒有將天弁二標示在盾牌座，而是將它與其它幾顆星納入天鷹座，並在星表中標記為天鷹座2。拜耳名稱的盾牌座δ是由古德命名的。

## 外部連結
- AAVSO Variable Star of the Month: Delta Scuti and the Delta Scuti Variables （页面存档备份，存于）